# Carpilioidea
Carpilioidea là một siêu họ cua có chứa một họ duy nhất là Carpiliidae và ba họ cua đã tuyệt chủng. Phạm vi phân bố hiện đại của họ cua này bao gồm Ấn Độ-Thái Bình Dương, Tây Đại Tây Dương và Biển Caribê.

## Các loài
Carpiliidae Ortmann, 1893
- Carpilius A. G. Desmarest, 1823
- †Eocarpilius Blow & Manning, 1996
- †Holcocarcinus Withers, 1924
- †Ocalina Rathbun, 1929
- †Palaeocarpilius A. Milne-Edwards, 1862
- †Paraocalina Beschin, Busulini, De Angeli & Tessier, 2007
- †Proxicarpilius Collins & Morris, 1978

Paleoxanthopsidae Schweitzer, 2003
- †Jakobsenius Schweitzer, 2005
- †Lobulata Schweitzer, Feldmann & Gingerich, 2004
- †Palaeoxantho Bishop, 1986
- †Palaeoxanthopsis Beurlen, 1958
- †Paraverrucoides Schweitzer, 2003
- †Remia Schweitzer, 2003
- †Rocacarcinus Schweitzer, 2005
- †Verrucoides Vega, Cosma, Coutiño, Feldmann, Nyborg, Schweitzer & Waugh, 2001

Tumidocarcinidae Schweitzer, 2005
- †Baricarcinus Casadío, De Angeli, Feldmann, Garassino, Hetler, Parras & Schweitzer, 2004
- †Cyclocorystes Bell, 1858
- †Lobonotus A. Milne-Edwards, 1863
- †Nitotacarcinus Schweitzer, Artal, Van Bakel, Jagt & Karasawa, 2007
- †Paratumidocarcinus Martins-Neto, 2001
- †Pulalius Schweitzer, Feldmann, Tucker & Berglund, 2000
- †Titanocarcinus A. Milne-Edwards, 1863
- †Tumidocarcinus Glaessner, 1960
- †Xanthilites Bell, 1858

Zanthopsidae Vía, 1959
- †Fredericia Collins & Jakobsen, 2003
- †Harpactocarcinus A. Milne-Edwards, 1862
- †Harpactoxanthopsis Vía, 1959
- †Martinetta Blow & Manning, 1997
- †Neozanthopsis Schweitzer, 2003
- †Zanthopsis M'Coy, 1849